# Vila Vladimíra Müllera
Vila Vladimíra Müllera byla postavena v roce 1927 v ulici Černochova čp. 148/6 v části Lazce v Olomouci. V roce 1991 byla Ministerstvem kultury České republiky prohlášena kulturní památkou České republiky.

## Historie
Pro olomouckého ředitele Pozemkového úřadu a sportovce Vladimíra Müllera byl postaven v duchu moderního purismu v letech 1927–1928 rodinný dům stavitelem Tomášem Šipkou podle projektu architekta Paula Engelmanna.
V letech 2012 až 2018 byla provedena komplexní obnova vily, při níž byla provedeno repasování dvojitých oken, rekonstruována koupelna s restaurováním původních bezesparé bělninové obklady a sanitárního vybavení. Byly obnoveny vápenné omítky, instalovány litinové radiátory a restaurovány původní dřevěné schody, palubkové a parketové podlahy. Doplněny osvětlovací tělesa podle doložených vzorů.
V exteriéru byly odstraněny nepůvodní doplňky jako garáž, vstupní zábradlí a dřevěná pergola na terase druhého patra. V rámci obnovy zahrady podle projektu architekta Michala Sborwitze bylo provedeno oplocení podle původních plánů. Kopii oplocení tvoří betonová podezdívka, betonové sloupky s fazetam a výplně polí dřevěným laťkovým plotem. Na místě garáže vznikl kamenný sokl podle Loosova vzoru. V zahradě se nachází altán, louka a jabloně. Na nový chodník byl podle dvou nášlapných kamenů použit křemičitanový vápenec z Terchové na Slovensku.

## Popis
Vila je samostatně stojící patrová, zděná stavba s plochou střechou umístěný do rohové části zahrady. Dům, v podstatě ve tvaru krychle, je v jižním průčelí rozčleněn terasou s pergolou. Přízemí má dvě výškové úrovně a je oproti terénu zvýšené. V jihovýchodním průčelí, které je členěno mělkým rizalitem a nepravidelně umístěnými okny, je umístěn vchod. Nepravidelně umístěna okna jsou i u ostatních fasád odpovídající vnitřnímu členění. V severozápadní fasádě jsou umístěna garážová vrata.
V přízemí je předsíň o dvou výškových úrovních a prostorově členěná hala, ze které vede otevřené schodiště do prvního patra. Jídelní kout (vyšší úroveň) má tři sdružená okna na jižní stranu. Obytná část (nižší úroveň) je otevřena dvěma francouzskými okny k východu s přístupem do zahrady. V patře, které je také o dvou úrovních, jsou ložnice.